# Montechiarugolo
Montechiarugolo (AFI: /montekjaˈruɡolo/; Monc'rùggol in dialetto parmigiano) è un comune italiano di 11 394 abitanti della provincia di Parma in Emilia-Romagna. Fa parte dell'Unione Pedemontana Parmense.
Montechiarugolo è un comune policentrico, articolato in cinque frazioni, ognuna sede di consulta frazionale: Basilicagoiano, Basilicanova, Montechiarugolo, Monticelli Terme e Tortiano. La sede amministrativa è collocata nella piccola località che dà il nome al comune, antica capitale della contea torelliana.

## Geografia fisica
Montechiarugolo sorge in posizione pre-collinare ai piedi dei primi rilievi appenninici, sulla sponda sinistra del torrente Enza che segna il confine con la provincia di Reggio Emilia.

### Clima
Il clima di Montechiarugolo è tipicamente continentale. Per quanto riguarda le temperature, si passa dalle medie massime di 28,7 °C di luglio alle medie minime di -1,5 °C di gennaio. Per quanto riguarda la piovosità, in luglio cadono mediamente 45 mm di pioggia, mentre in novembre ne cadono 101 mm.

## Origini del nome
Il toponimo deriva probabilmente dal latino Mons Clariculus, ossia "Monte chiaro, spoglio di alberi"; in epoca medievale la località era nota come Monticulus rivulus, ossia "Montecchio rivolo", ma anche nelle forme di Monticulo Rivulo, Monticuli Rivuli, Monticuli Reguli, Monte Clerevulo, Monteclariculo e Monteclaruguli.

## Storia
I più antichi insediamenti umani nella zona di Montechiarugolo sorsero già nel Paleolitico e nel Neolitico, mentre nei pressi dell'abitato di Basilicanova i Terramaricoli fondarono durante l'età del bronzo un villaggio su palafitte.
In seguito il territorio fu occupato dai Liguri, ai quali subentrarono intorno al 187 a.C. i Romani.
Il borgo medievale di Montechiarugolo sorse probabilmente nel X secolo, in seguito ai disboscamenti eseguiti dai monaci agostiniani dell'abbazia di Santa Felicola, menzionata per la prima volta nel 924.
Nel 962 il territorio fu assegnato al vescovo di Parma Oberto dall'imperatore del Sacro Romano Impero Ottone I di Sassonia; la diocesi mantenne il controllo del territorio fino al 1106, quando subentrò il Comune di Parma, che alcuni anni dopo lo cedette ai conti Sanvitale.
Nel 1121 la casata edificò l'originario castello difensivo; nel 1255 il feudo pervenne al conte Guido Anselmo, il cui ramo fu in seguito conosciuto col nome di Guidanselmi.
Nel 1313 il conte Giovannino Sanvitale, tradendo i guelfi parmigiani, si alleò col signore di Milano Matteo I Visconti; aiutato dai Baratti e dai da Palù, si ribellò al Comune di Parma e iniziò a compiere una serie di scorrerie nel territorio, incendiando anche dell'abbazia di Santa Felicola; il podestà cittadino e Giberto III da Correggio assediarono il castello, costringendo gli insorti alla resa; il maniero e il vicino borgo furono completamente rasi al suolo, mentre fu risparmiata soltanto la chiesa di San Quintino.
Nei decenni seguenti il paese seguì le sorti del Comune di Parma; nel 1316 Giberto fu cacciato dalla città, di cui si impossessò nel 1335 il signore di Verona Mastino II della Scala; nel 1341 la riconquistò Azzo da Correggio, che nel 1344 la alienò al marchese di Ferrara Obizzo III d'Este; quest'ultimo nel 1346 la rivendette infine al signore di Milano Luchino Visconti.
Nel 1402, dopo la morte di Gian Galeazzo Visconti, Ottobuono de' Terzi prese possesso di Parma, allontanandone i Rossi, che per reazione iniziarono a compiere una serie di scorrerie in tutto il Parmense; Montechiarugolo fu depredata nel 1403 e conquistata nel 1404 dai da Correggio, alleati rossiani, ma pochi giorni dopo ripresa dai Terzi; nel 1406 Ottobuono convinse il duca Giovanni Maria Visconti ad assegnare al condottiero Guido Torelli il feudo di Montechiarugolo, comprendente anche le località di Monticelli, La Villa, Martorano, Marano, Tortiano, Basilicagoiano, Pecorile e Lesignano.
Il duca Filippo Maria Visconti confermò a Guido l'investitura nel 1415 e nel 1420, mentre nel 1428 elevò al rango di contea il feudo.
Nel 1500, dopo la conquista del ducato di Milano da parte dei Francesi, il re Luigi XII, con l'intento di punire il conte Cristoforo II Torelli per l'appoggio dato al Ludovico il Moro, inviò a Montechiarugolo le truppe guidate da Gian Giacomo Trivulzio, che attaccarono il castello e depredarono il borgo adiacente; il condottiero consegnò il maniero ad Antoine de Gimel, ma quattro anni dopo Francesco, fratello di Cristoforo, riacquistò la contea.
Nel 1551, durante la guerra di Parma, che oppose il duca Ottavio Farnese, appoggiato dal re di Francia Enrico II, e il papa Giulio III, alleato dell'imperatore del Sacro Romano Impero Carlo V d'Asburgo, il castello e il borgo furono nuovamente attaccati e occupati; al termine del conflitto i Torelli ne rientrarono in possesso.
Nel 1612 il conte Pio Torelli fu accusato, insieme alla contessa Barbara Sanseverino, al conte Orazio Simonetta, al marchese Girolamo Sanvitale, al conte Alfonso II Sanvitale, al conte Gian Battista Masi, alla marchesa Agnese Argotta e a molti altri nobili del Parmense, di aver preso parte alla presunta congiura ai danni del duca Ranuccio I Farnese, che ne ottenne la condanna a morte e la confisca di tutti i beni; il feudo di Montechiarugolo fu definitivamente assorbito dalla Camera Ducale di Parma e subì una lenta decadenza.

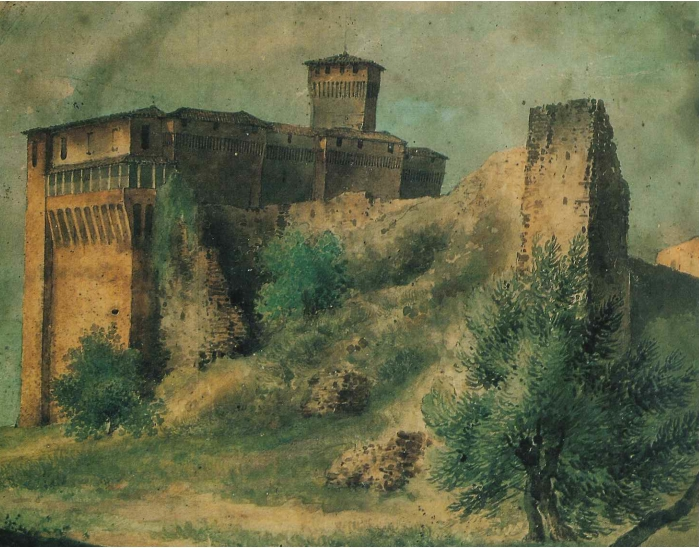
Antonio Pasini, Il castello di Montechiarugolo, inizio XIX secolo

Il 4 ottobre del 1796 il maniero fu al centro di uno scontro di modeste dimensioni ma grande risonanza, noto come battaglia di Montechiarugolo: un gruppo di miliziani appartenenti all'esercito austriaco, in fuga dalle truppe napoleoniche che avevano assediato la città di Mantova, si diresse verso il Granducato di Toscana; la neonata Repubblica Reggiana inviò una spedizione che, con l'aiuto di alcuni soldati francesi, costrinse i nemici a cercare un riparo nel castello di Montechiarugolo, ove avvenne lo scontro armato, al cui termine gli austriaci furono costretti alla resa. Napoleone in persona commemorò i due reggiani caduti in battaglia ed elogiò l'impresa, che probabilmente rappresentò la prima avvisaglia del Risorgimento Italiano.
Nel 1806, dopo l'annessione del ducato di Parma e Piacenza all'Impero francese, Montechiarugolo divenne sede del nuovo comune (o mairie), comprendente le frazioni di Monticelli, Basilicanova, Basilicagoiano, Tortiano, Piazza, Sant'Ermanno e Pariano.
Alcuni anni dopo l'Unità d'Italia, il territorio di Montechiarugolo accrebbe la propria importanza grazie alla realizzazione del ponte sul torrente Enza e, nel 1901, della diramazione per Montecchio della tranvia Parma-Traversetolo, che consentirono un più rapido collegamento con le città di Parma e Reggio Emilia; vi sorsero alcune industrie, prevalentemente del settore agro-alimentare, tra cui la Mutti nella località di Piazza di Basilicanova.
Durante la seconda guerra mondiale, tra il giugno 1940 e l'estate del 1943, un'ala del castello di Montechiarugolo fu riadattata a ospitare un campo di internamento civile maschile, uno di tanti attivati dalle autorità fasciste per accogliere i "sudditi di paesi nemici" presenti sul territorio nazionale, inclusi numerosi profughi ebrei.

### Simboli
Nello stemma è rappresentato il torello rampante della famiglia Torelli e il biscione dei Visconti (dai quali i Torelli ricevettero la contea di Montechiarugolo nel 1406), con sovrastante corona simbolo della contea.
Il gonfalone è un drappo di azzurro.

## Monumenti e luoghi d'interesse

### Architetture religiose

#### Chiesa di San Quintino

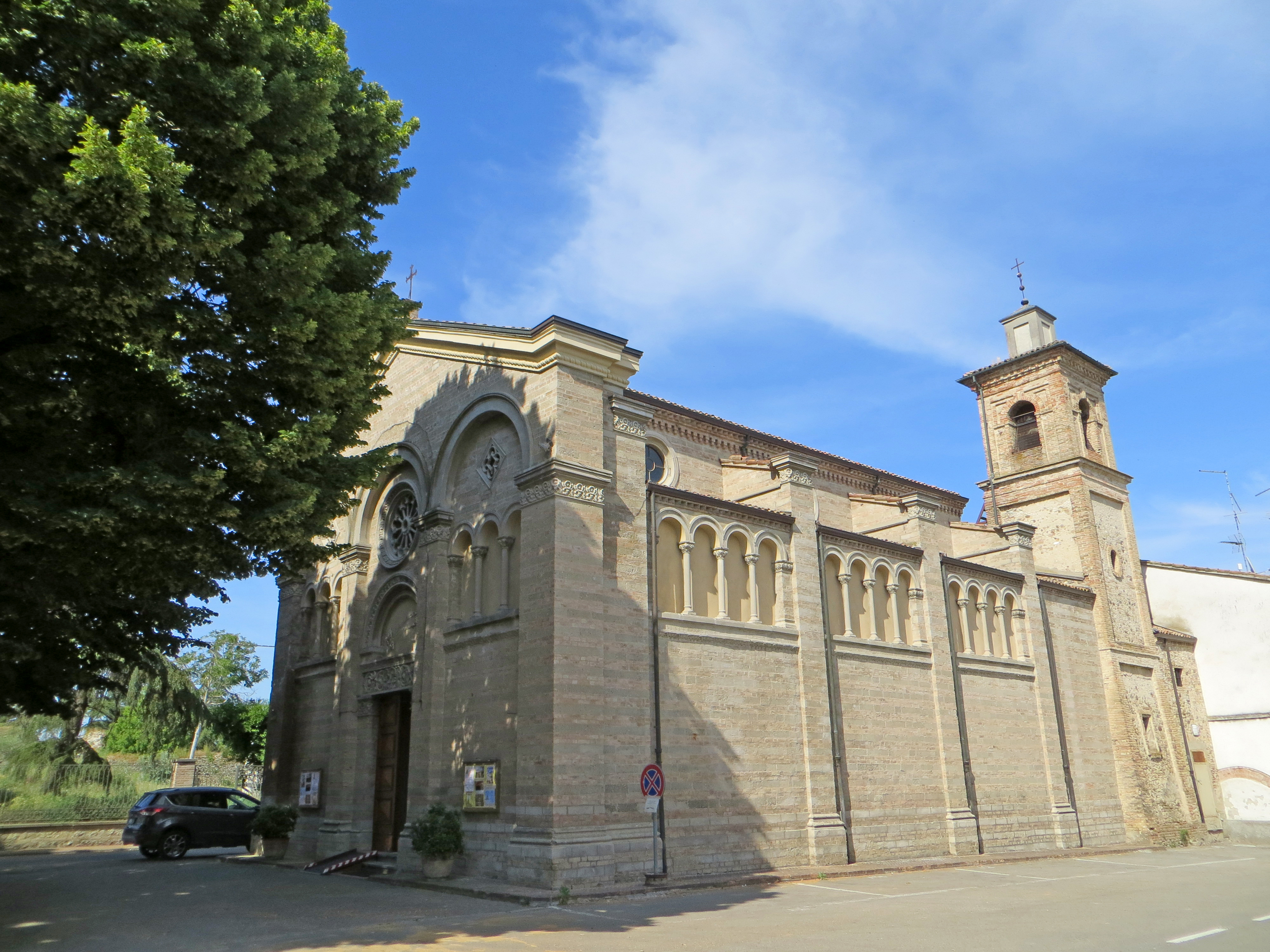
Chiesa di San Quintino

Menzionata per la prima volta nel 1230, la chiesa romanica fu quasi completamente ricostruita in stile neoromanico tra il 1901 e il 1910 su progetto dell'architetto Camillo Uccelli, conservando dell'edificio originario soltanto la zona absidale e il campanile; colpita dal terremoto del 2008, fu restaurata e consolidata strutturalmente nel 2014; il luogo di culto conserva al suo interno varie opere di pregio, tra cui la pala d'altare settecentesca, alcune statue e, nel locale attiguo al presbiterio, una serie di affreschi quattrocenteschi.

#### Abbazia di Santa Felicola

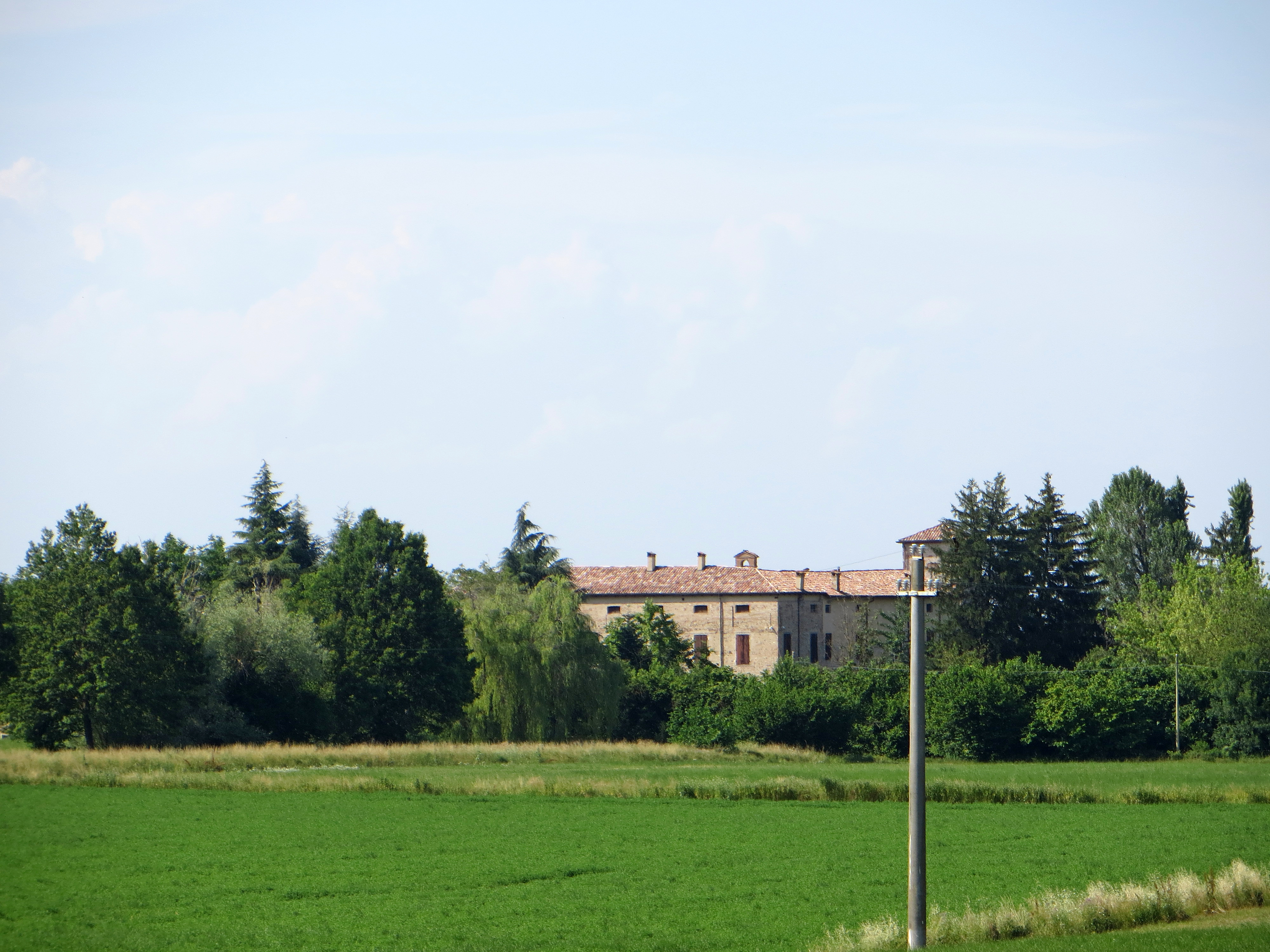
Abbazia di Santa Felicola

Costruita nell'XI secolo dagli agostiniani intorno all'oratorio di Santa Felicola menzionato per la prima volta nel 924, l'abbazia fu elevata a sede di priorato nel 1018; quasi completamente distrutta da un incendio durante gli scontri che nel 1313 opposero il conte Giovannino Sanvitale a Giberto III da Correggio e al podestà di Parma, fu abbandonata alcuni anni dopo la peste nera del 1348; riassegnata intorno alla metà del XV secolo ai Canonici Regolari Lateranensi, fu ceduta nel 1789 o 1793 all'ospedale della Misericordia di Parma; acquistata agli inizi del XIX secolo dal conte Giuseppe Simonetta di Torricella, fu trasformata in residenza privata, sede di una vasta tenuta agricola; ereditata dal conte Luigi Sanvitale Simonetta, fu alienata nel 1917 all'imprenditore agricolo Brandino Vignali, che avviò importanti lavori di modernizzazione dell'azienda agraria. La struttura, benché modificata più volte nei secoli, conserva varie testimonianze delle sue origini romaniche, tra cui la chiesa e il porticato est della corte, retto da colonnine binate; l'ala residenziale sud-est, circondata su due lati dal grande parco, presenta varie sale coperte da volte.

#### Convento di Santa Maria delle Grazie

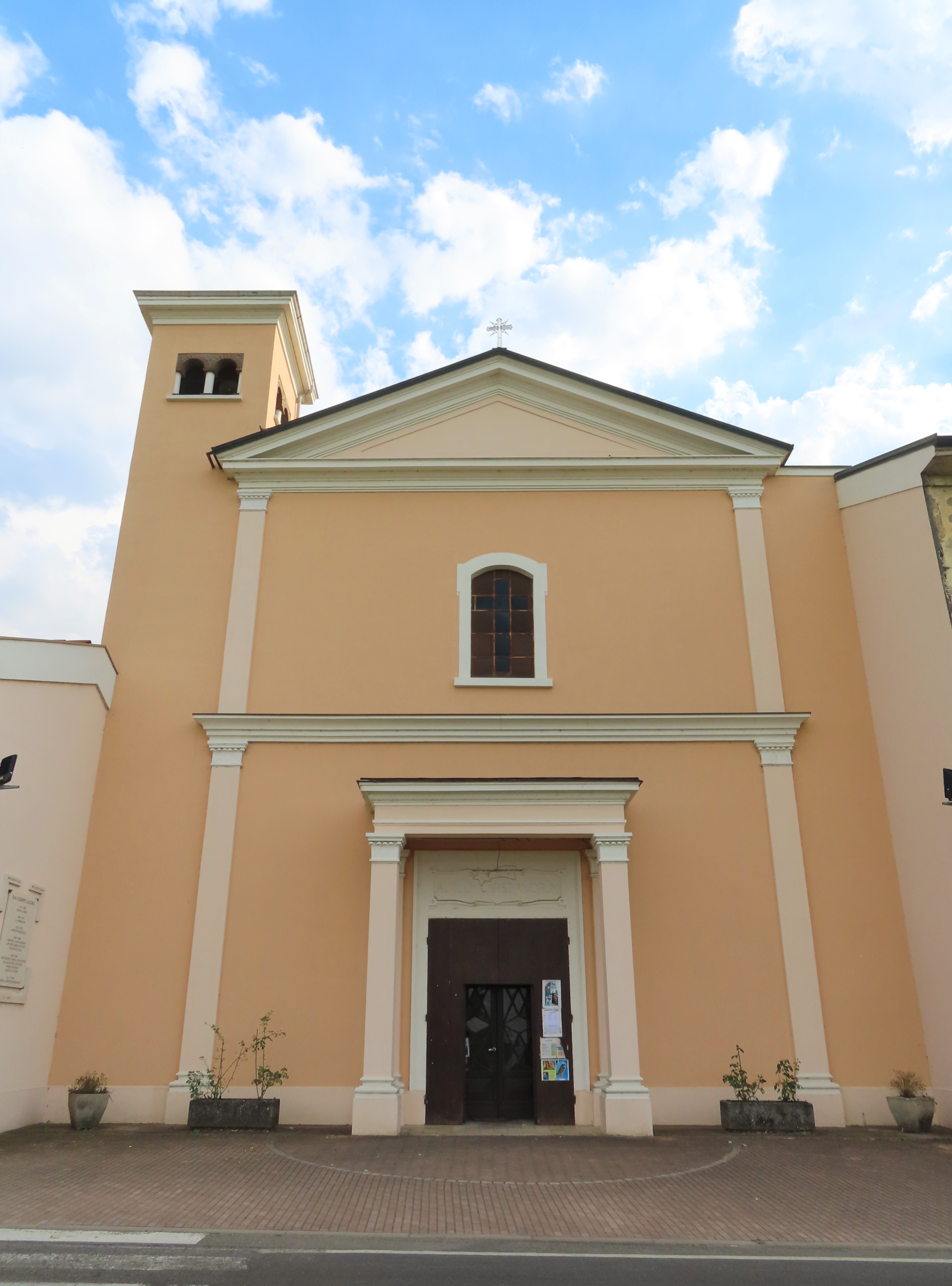
Facciata del santuario di Santa Maria delle Grazie

Edificato in forme rinascimentali tra il 1489 e il 1523 per volere del conte Marsilio Torelli, il convento, donato ai francescani dalla contessa Damigella Trivulzio, vedova del conte Francesco, fu confiscato nel 1811 in seguito alla soppressione degli ordini religiosi sancita da Napoleone; utilizzato quale caserma militare e successivamente fabbrica di polvere da sparo, fu alienato nel 1870 a privati; ereditato dai salesiani nel 1914, il complesso, dopo la ricostruzione in stile neoclassico della chiesa, nel 1922 fu adibito a istituto di avviamento agrario e ampliato tra il 1933 e il 1947; divenuto nel 1964 sede di scuola media, fu chiuso nel 2002 a causa del drastico calo del numero di iscritti e acquistato da una società immobiliare costituita da un gruppo di ex allievi, che riaprì per alcuni anni l'istituto, poi fallito nel 2014; la chiesa, elevata nel 1962 a santuario diocesano intitolato a santa Maria Ausiliatrice, conserva al suo interno una statua lignea della Madonna col Bambino, realizzata da scultori della Val Gardena.

#### Oratorio del Romito
Edificato originariamente dai frati agostiniani della vicina abbazia di Santa Felicola tra l'XI e il XII secolo, l'oratorio, dedicato all'Annunciazione della Beata Vergine, fu donato dalla contessa Domitilla Trivulzio ai francescani del vicino convento di Santa Maria delle Grazie; profondamente degradato, fu completamente demolito dopo alcuni anni; ricostruito dai frati tra la fine del XVII e l'inizio del XVIII secolo, fu confiscato nel 1811 in seguito alla soppressione degli ordini religiosi sancita da Napoleone e alienato con le terre annesse dapprima nel 1817 al capitano Egidio Rossini, successivamente nel 1843 al giudice Remigio Villa e infine nel 1867 al conte Antonio Costerbosa; restaurato per volere del nuovo proprietario e della figlia Faustina, moglie del marchese Antonio Lalatta, fu adibito a cappella privata della villa La Vignazza; consolidato strutturalmente verso la fine del XX secolo, il luogo di culto conserva nel presbiterio alcuni affreschi tardo-seicenteschi.

#### Chiesa di Santo Stefano a Basilicagoiano

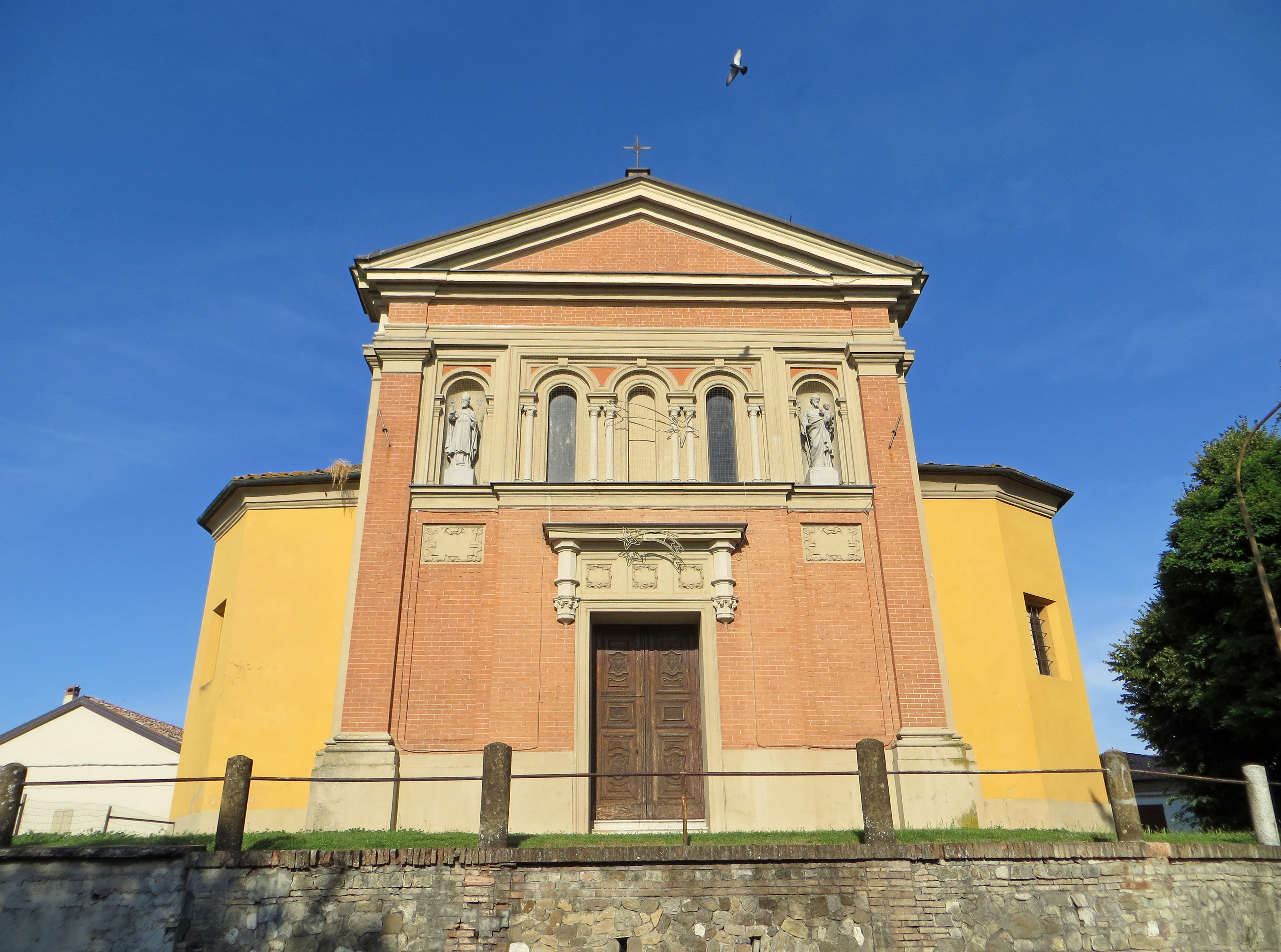
Chiesa di Santo Stefano a Basilicagoiano

Edificata originariamente prima del 1169 per volere, secondo la tradizione, del vescovo di Piacenza, la pieve di Basilicagoiano fu completamente ricostruita in stile rinascimentale nel XVI secolo; modificata nel 1717 con l'aggiunta delle quattro cappelle laterali barocche a pianta ottagonale, fu arricchita della facciata neorinascimentale tra il 1936 e il 1937; al suo interno conserva due dipinti settecenteschi, un affresco staccato risalente al 1481 e un organo seicentesco.

#### Chiesa di San Donnino a Monticelli Terme

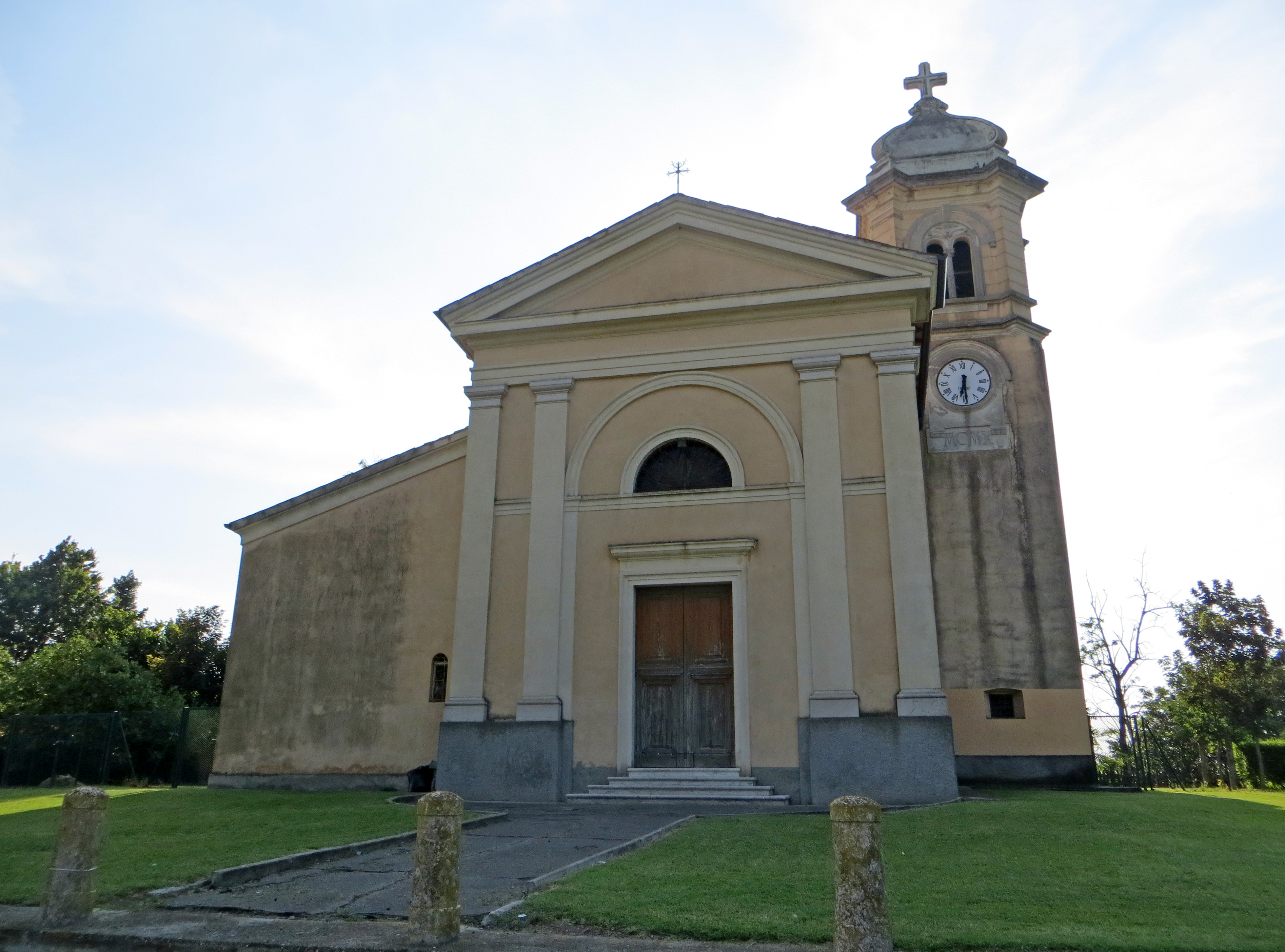
Chiesa di San Donnino a Monticelli Terme

Menzionata per la prima volta nel 1230, la chiesa originaria romanica di Monticelli Terme fu riedificata agli inizi del XVI secolo ed elevata al rango di parrocchia nel 1564; ricostruita nuovamente in stile neoclassico nel 1765, fu ampliata nel 1830 e completata con la facciata nel 1878 e il campanile nel 1910; il luogo di culto conserva al suo interno numerose opere di pregio, tra cui la pala d'altare settecentesca attribuita a Ilario Spolverini, un olio cinquecentesco eseguito da Giovanni Battista Bertucci il Giovane, altri dipinti e arredi antichi e un piccolo organo costruito nei primi anni del XVIII secolo.

#### Chiesa di San Giovanni Battista a Basilicanova

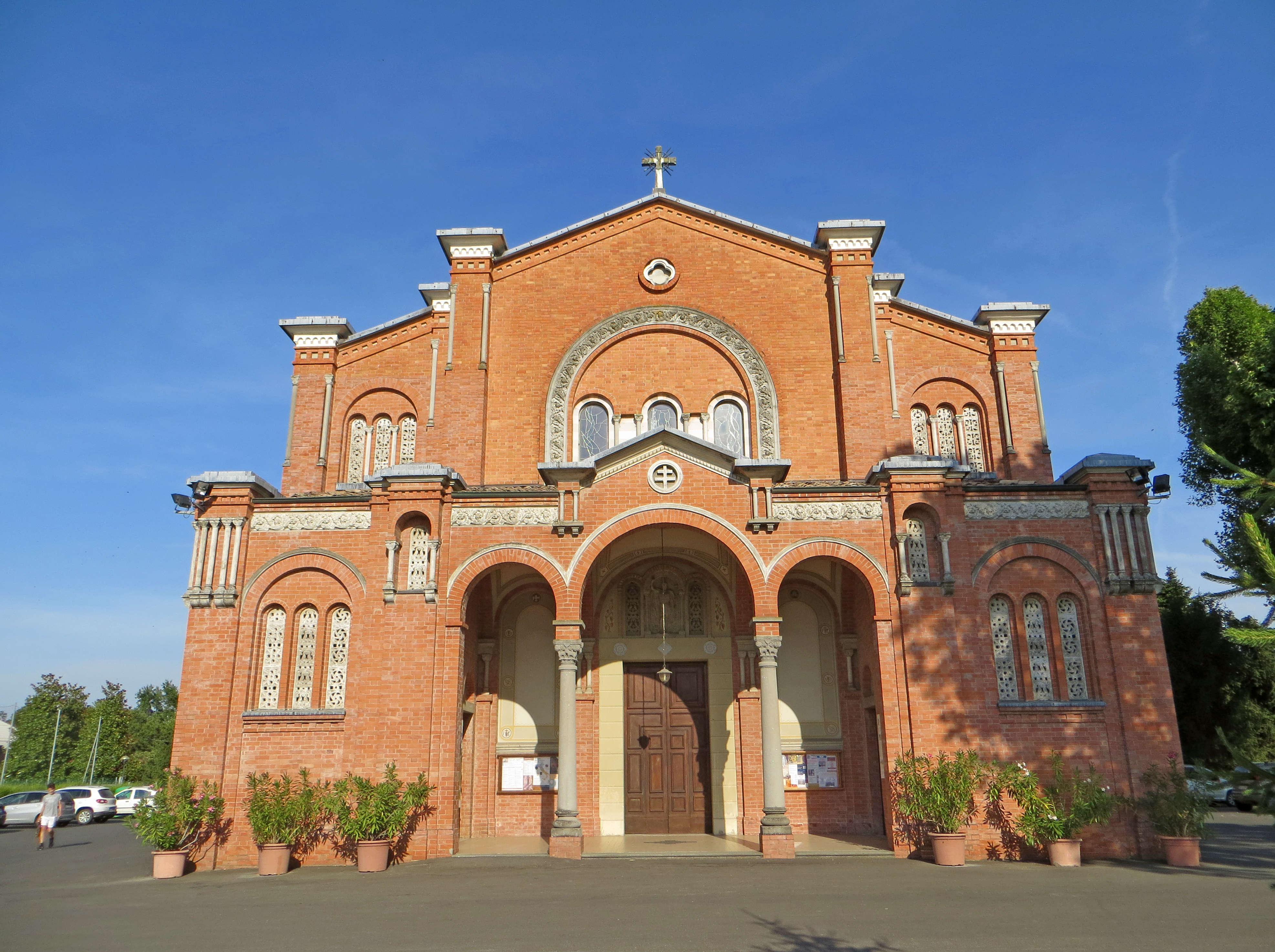
Chiesa di San Giovanni Battista a Basilicanova

Costruita originariamente tra il VII e l'VIII secolo, la pieve di Basilicanova, menzionata per la prima volta nel 921, fu rasa al suolo nel 1334 in occasione della distruzione del vicino castello per mano di Mastino II della Scala; riedificata più a ovest forse già pochi anni dopo, fu dotata di campanile alla fine del XVIII secolo; quasi completamente ricostruita in stile neobizantino tra il 1915 e il 1920 su progetto dell'architetto Camillo Uccelli, fu completata con la nuova facciata disegnata dal geometra Luigi Adorni nel 1939 e affrescata internamente dal pittore Emanuele Quintavalla nel 1949; la chiesa, ristrutturata nel 2017, conserva dell'antica struttura soltanto il campanile tardo-settecentesco.

#### Oratorio di San Fermo e Natività di Maria Vergine a Piazza di Basilicanova

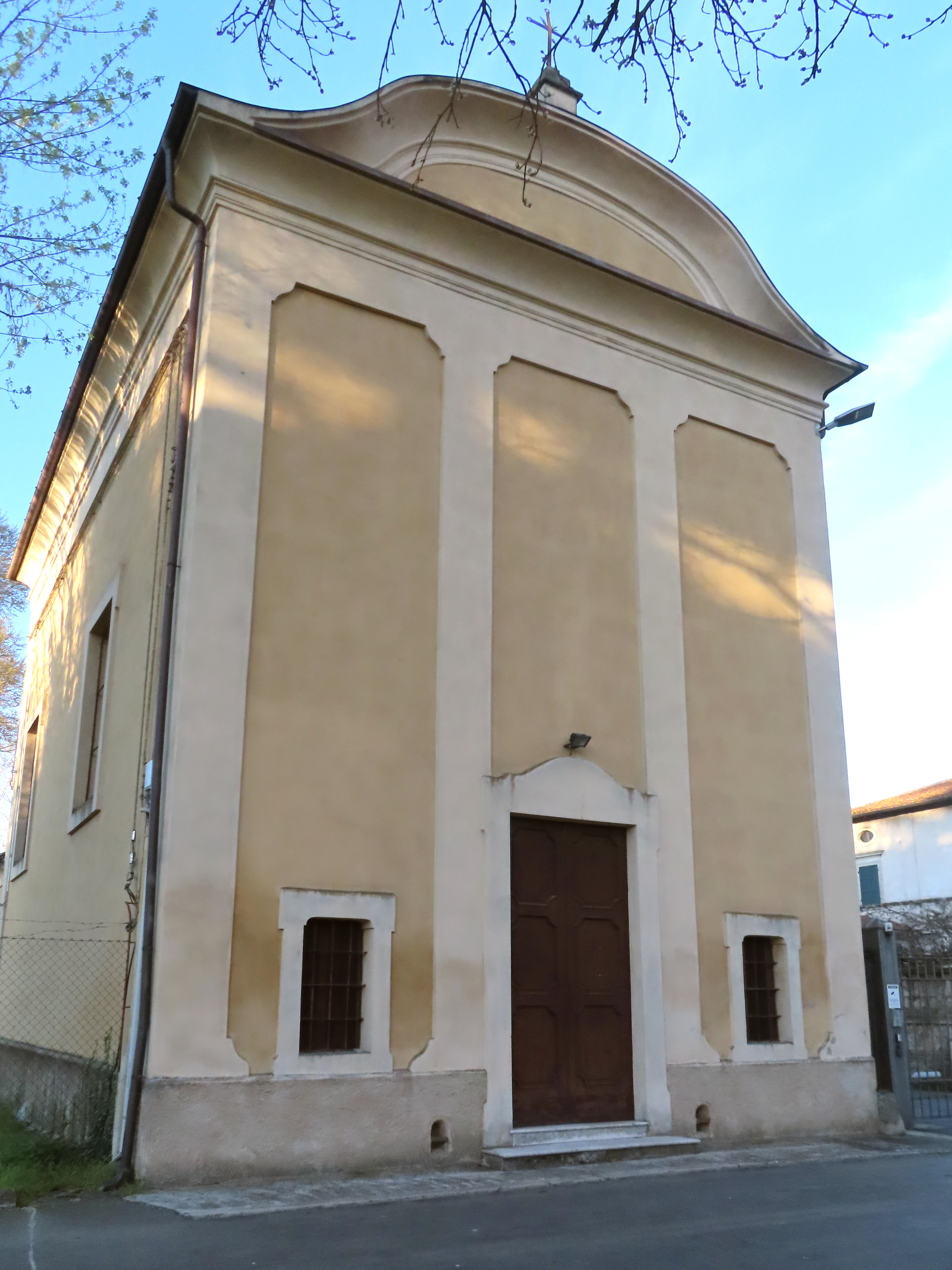
Oratorio di San Fermo e Natività di Maria Vergine a Piazza di Basilicanova

Edificato originariamente nel 1610 nel Prato del ponte della Maestà per volere del sacerdote Bernardo Politi, appartenente alla casata proprietaria della vicina Villa Politi, il piccolo oratorio in rovina fu completamente ricostruito agli inizi del XVIII secolo in stile barocco accanto alla villa nel centro di Piazza; donato alla parrocchia di Basilicanova nel 1916 da parte degli eredi dell'ultima contessa Politi, fu restaurato e decorato nel 1959 su finanziamento della famiglia Mutti, proprietaria dal 1907 della villa e fondatrice dell'azienda omonima adiacente. L'edificio, sviluppato su una pianta a navata unica, presenta una facciata tripartita da quattro lesene, a sostegno del frontone mistilineo di coronamento; gli interni, ornati con paraste doriche e affreschi sulle coperture, conservano alcuni antichi dipinti.

#### Chiesa di San Lorenzo a Tortiano

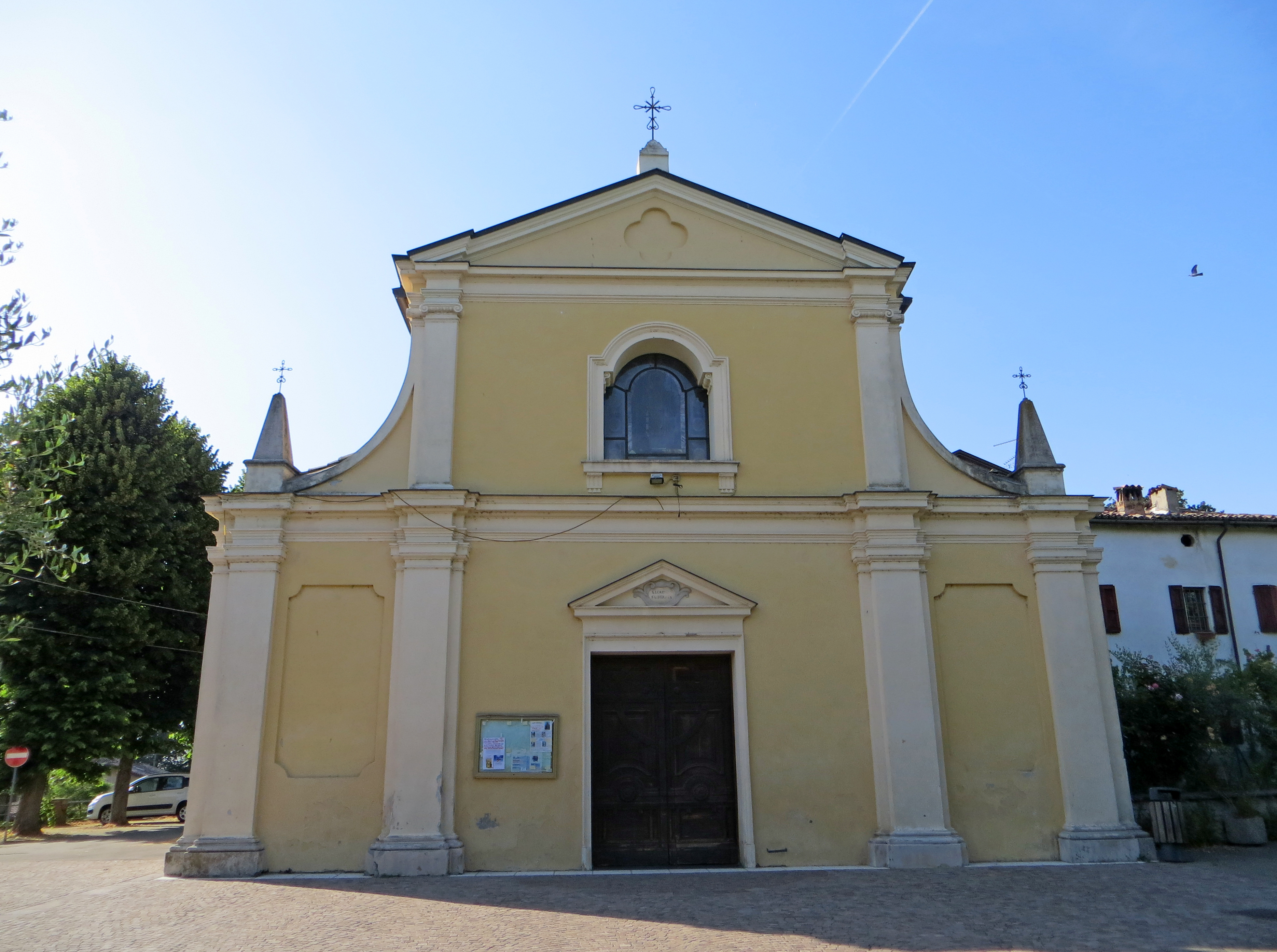
Chiesa di San Lorenzo a Tortiano

Menzionata per la prima volta nel 1189, la chiesa di Tortiano fu completamente ricostruita in stile barocco nel 1659; dotata di campanile nel 1700, fu ristrutturata nel 1887; parzialmente modificata negli interni tra il 1934 e il 1937, fu risistemata negli esterni nel 1949; colpita da un sisma nel 2008, fu restaurata e consolidata strutturalmente tra il 2013 e il 2014; il luogo di culto, sviluppato su un impianto a navata unica affiancata da tre cappelle per parte, conserva un piviale in broccato risalente al XVIII secolo.

### Architetture militari

#### Castello

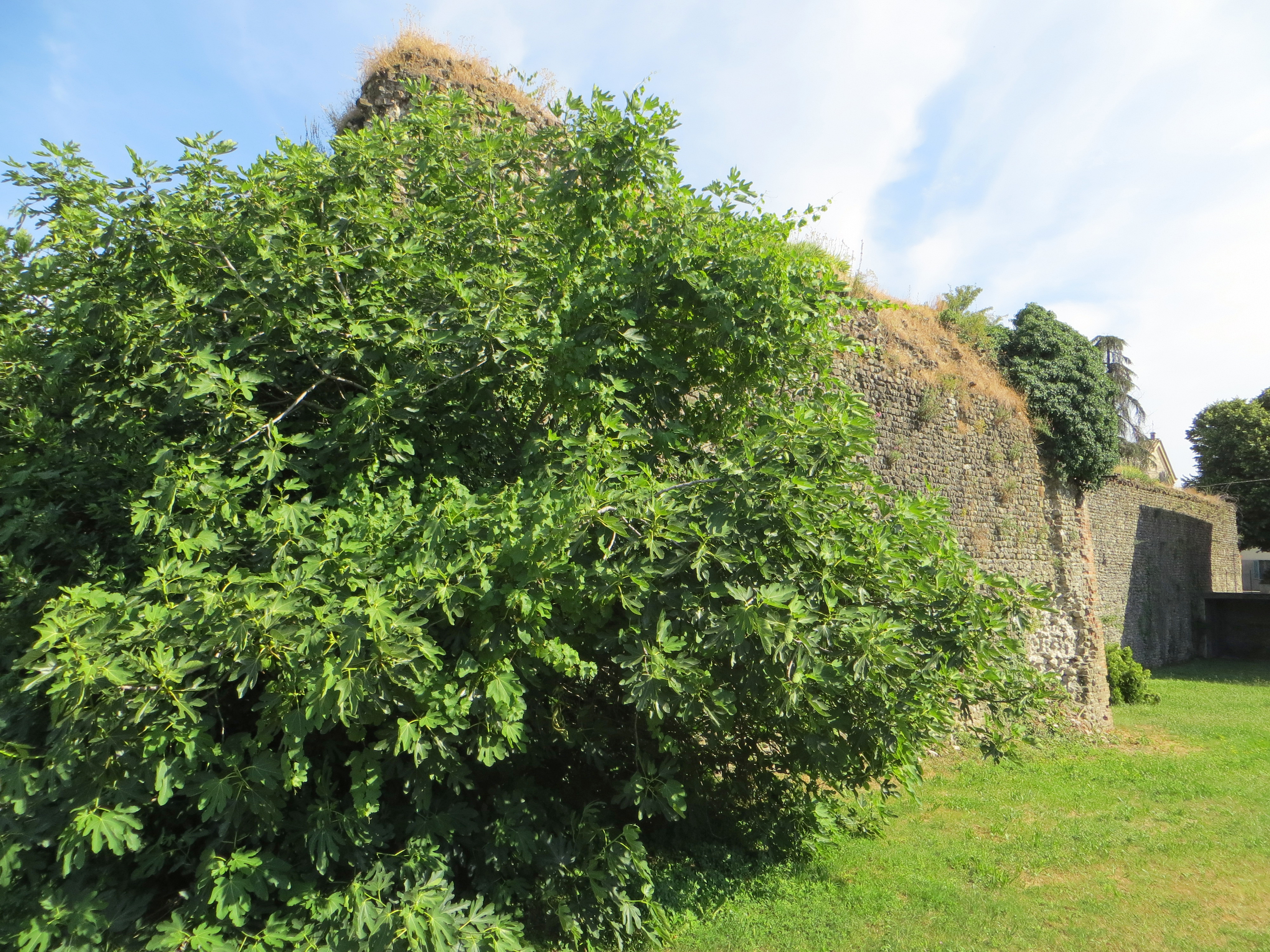
Rivellino nella cinta muraria cittadina

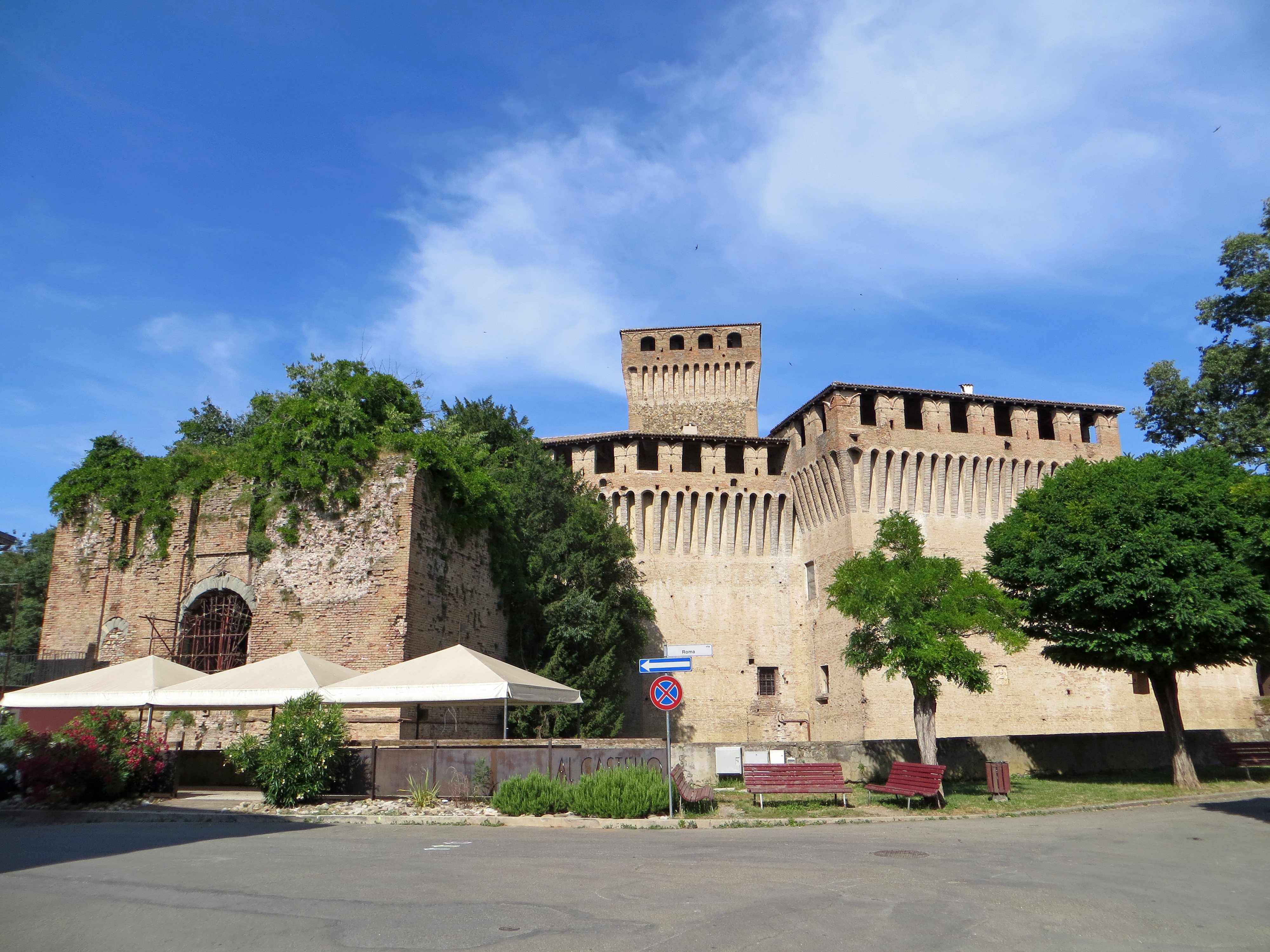
Castello di Montechiarugolo

Edificato originariamente intorno al 1121 da parte della famiglia Sanvitale, il castello fu distrutto nel 1313 dai guelfi parmigiani guidati da Giberto III da Correggio; acquisito nel 1348 dal signore di Milano Luchino Visconti, fu completamente ricostruito; espugnato nel 1404 dai da Correggio e dai Rossi, fu successivamente riconquistato da Ottobuono de' Terzi e restituito a Giovanni Maria Visconti, che su suo suggerimento nel 1406 ne investì il condottiero Guido Torelli, nominato nel 1428 conte di Montechiarugolo; occupato e danneggiato nel 1500 da Gian Giacomo Trivulzio per conto del re di Francia Luigi XII, fu riacquistato nel 1503 da Francesco Torelli; restaurato e trasformato in elegante dimora nobiliare da Pomponio Torelli alla fine del XVI secolo, fu requisito nel 1512 dal duca di Parma Ranuccio I Farnese che condannò a morte il conte Pio Torelli, accusato di aver partecipato alla presunta congiura dei feudatari; utilizzato dapprima come deposito di beni alimentari e successivamente come magazzino militare e fabbrica di polvere da sparo, appartenne alla Camera Ducale di Parma fino all'Unità d'Italia, dopodiché fu alienato nel 1864 dal Demanio pubblico alla famiglia Marchi. Il castello, sviluppato attorno a due cortili interni, mostra i tratti tipici dei castelli d'epoca tardo-medievale, per la presenza di due rivellini, della corona di merli ghibellini in sommità e dei beccatelli con caditoie; il maniero conserva numerosi ambienti interni e un loggiato sul lato est interamente decorati con affreschi cinquecenteschi.

#### Castello di Monticelli
Menzionato per la prima volta nel 980 quale dipendenza della Diocesi di Parma, il castello di Monticelli seguì fino agli inizi del XV secolo le sorti della città di Parma, contesa a partire dal XIV secolo da numerose famiglie, tra le quali i da Correggio, i Rossi, i della Scala, gli Este e i Visconti; razziato tra il 1403 e il 1404 dai Rossi, fu assegnato nel 1406 a Guido Torelli unitamente al feudo di Montechiarugolo; conquistato per breve tempo nel 1482 da Giacomo de' Rossi, se ne perse in seguito ogni traccia; sulle sue rovine fu probabilmente edificata la villa Mariotti-Micheli, che conserva al suo interno un disegno a carboncino del poeta Francesco Petrarca, ospite nel 1341 di Azzo da Correggio nel maniero.

#### Castello di Basilicanova
Innalzato forse nel XIII secolo per volere della famiglia Piticheldi, il castello di Basilicanova fu conquistato nel 1334 dai Rossi, ma successivamente incendiato da Mastino II della Scala; ricostruito l'anno seguente dai Rossi, fu nuovamente attaccato nel 1336 dalle truppe scaligere; riedificato in forme possenti nel 1411 dai fratelli Giacomo e Pietro de' Rossi, fu conquistato durante la guerra dei Rossi del 1483 da Ludovico il Moro e assegnato a Gian Giacomo Trivulzio; alienato nuovamente a Troilo I de' Rossi, nel 1539 fu confiscato dal papa Paolo III e raso definitivamente al suolo per sua volontà; sulle rovine fu edificata nel XVII secolo l'attuale Villa Giovanardi.

#### Castello di Pariano
Edificato probabilmente nell'XI secolo dalla famiglia Bravi nei pressi di Mamiano, il castello fu espugnato nel 1405 da Giacomo e Ottobuono de' Terzi, ma riconquistato nel 1409 dal marchese di Ferrara Niccolò III d'Este, che nel 1416 lo restituì ai Bravi; rinforzato nel 1482 durante la guerra dei Rossi, fu occupato l'anno seguente da Ludovico il Moro e assegnato dapprima a Gian Giacomo Trivulzio e successivamente al condottiero Gaspare Sanseverino; attribuito nuovamente ai Bravi nel 1500, fu conquistato nel 1522 da Pier Maria III de' Rossi con l'aiuto dello zio Giovanni dalle Bande Nere e assegnato al fratello Giulio Cesare de' Rossi; annesso al feudo di Basilicanova, fu confiscato e distrutto nel 1539 dal papa Paolo III, che ne investì il nipote Sforza I Sforza di Santa Fiora; accanto alle rovine del castello, oggi scomparso, fu edificata in epoca imprecisata la Corte di Pariano.

### Architetture civili

#### Villa Lalatta Costerbosa

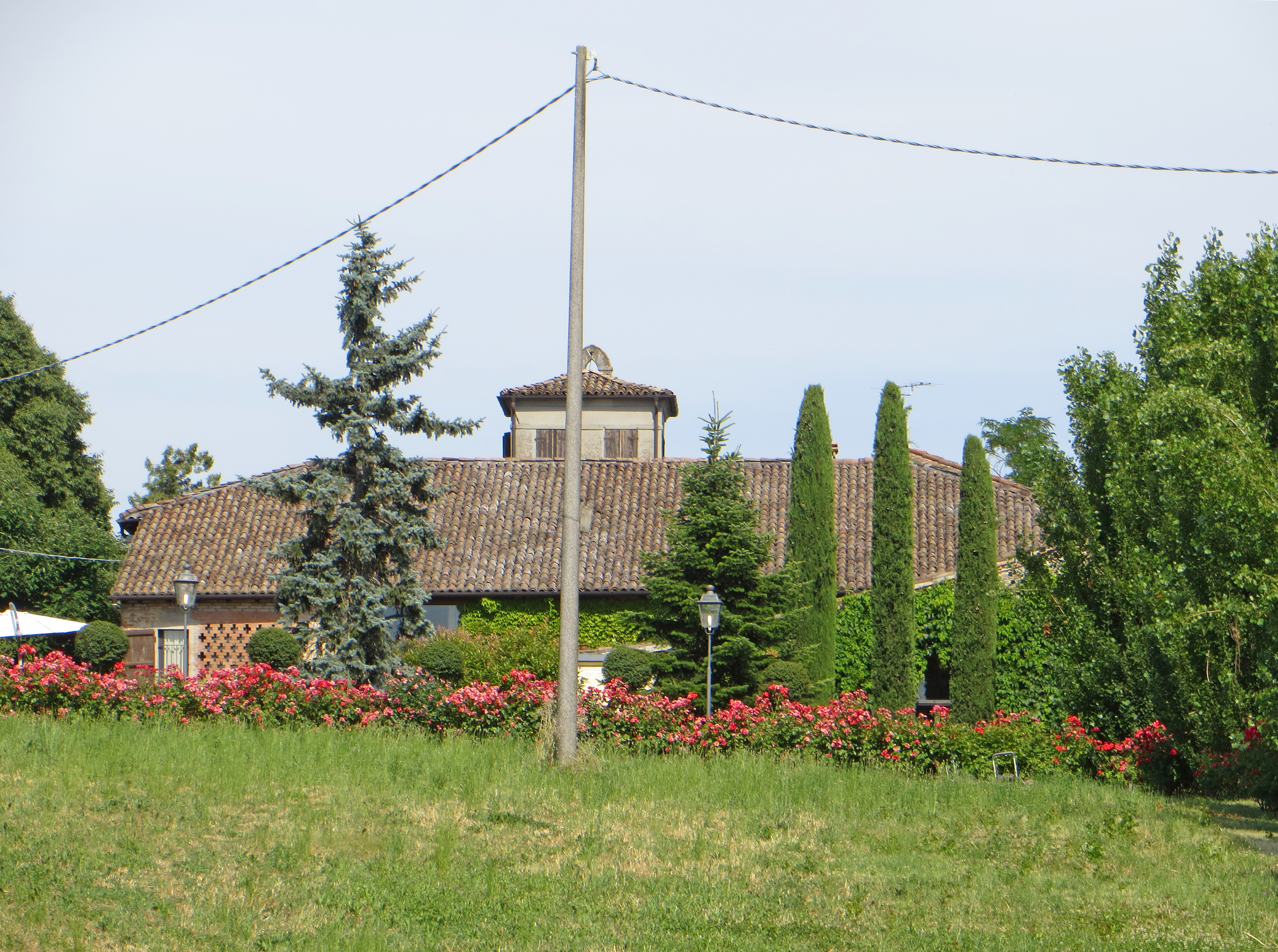
Villa Lalatta Costerbosa

Edificata originariamente nel XVI secolo forse quale ospizio dei francescani del convento di Santa Maria delle Grazie, la struttura fu distrutta nella seconda metà del secolo; riedificata dai frati quale residenza del romito addetto al vicino oratorio, fu confiscata nel 1811 dal governo napoleonico; alienata nel 1817 unitamente alla tenuta circostante al capitano Egidio Rossini, fu ampliata e trasformata in villa neoclassica; acquistata nel 1843 dal giudice Remigio Villa, fu rivenduta nel 1867 al conte Antonio Costerbosa, che avviò importanti lavori di ristrutturazione completati nel 1879 dalla figlia Faustina, moglie del marchese Antonio Lalatta; ereditata dai suoi discendenti, fu completamente restaurata alla fine del XX secolo. La villa, costituita da due corpi affiancati di epoche diverse sviluppati a nord di una piccola corte, si erge su due livelli principali fuori terra; all'interno sono presenti vari ambienti decorati; intorno si estende l'ampio parco, ricco di piante secolari, mentre più a valle si trova l'oratorio del Romito.

#### Villa Borri a Basiligoiano

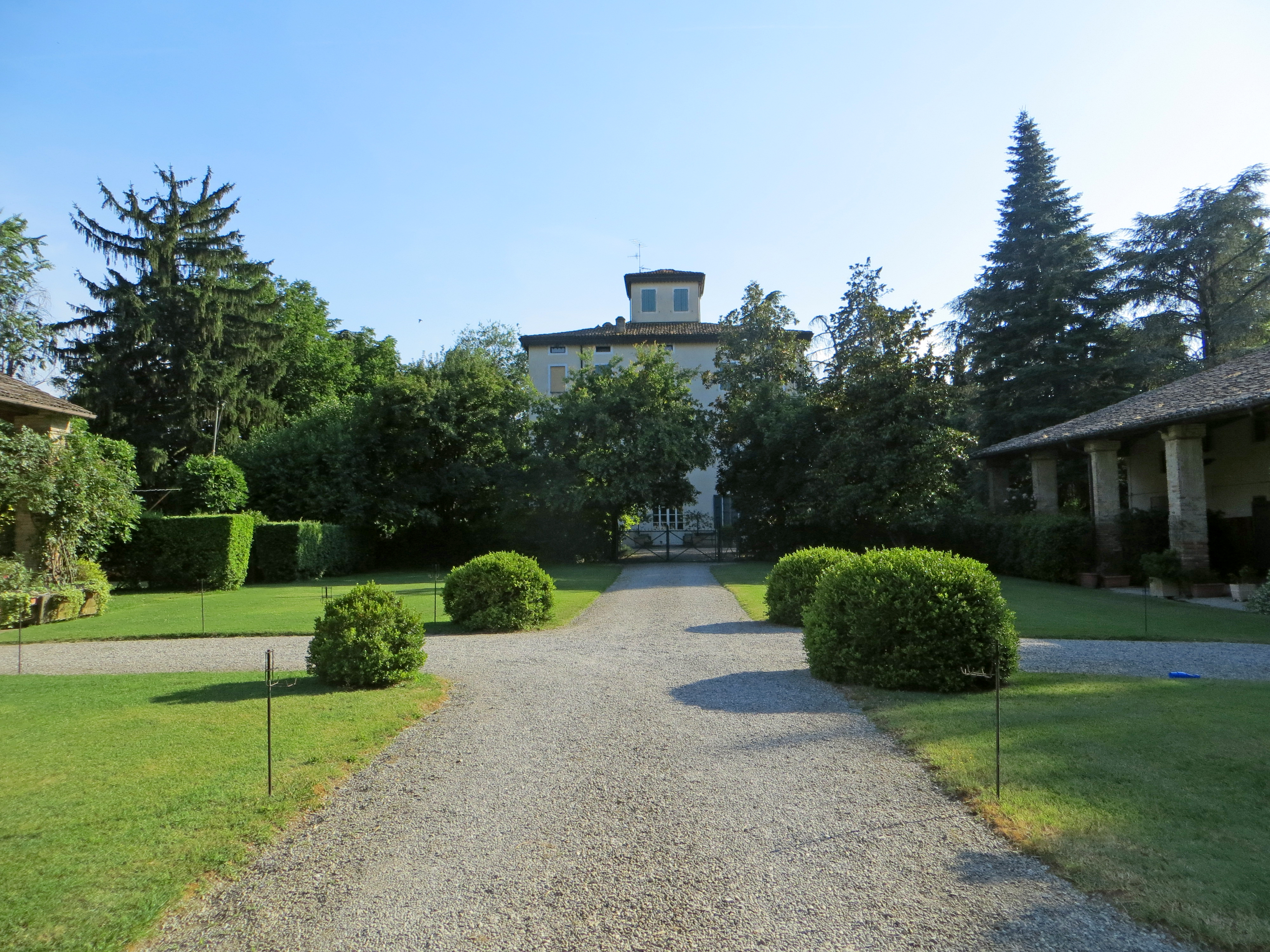
Villa Borri a Basiligoiano

Costruita ai margini di Basilicagoiano per volere della nobile famiglia Borri tra il XVI e il XVII secolo quale casa padronale di campagna e casino di caccia, la villa rinascimentale fu successivamente modificata con alcune aggiunte barocche, mantenendo tuttavia pressoché inalterata la veste originaria; ereditata nel XIX secolo da Cesare Campagna e poi dalla famiglia Corbellini, fu acquistata in seguito dal nobile Giovanni Battista Borri, che, appartenente a un altro ramo dell'antica casata, la trasmise ai suoi discendenti. La struttura, sviluppata su una pianta quadrata, si erge su tre livelli principali fuori terra ed è dominata dalla torretta che si innalza al culmine del tetto; all'interno il salone passante, ornato con affreschi sulla volta a botte, dà accesso a vari ambienti, tra cui la cappella e lo scalone. Intorno si sviluppa il parco; il viale d'ingresso è affiancato da due ali di edifici.

#### Terme Borrini a Monticelli Terme

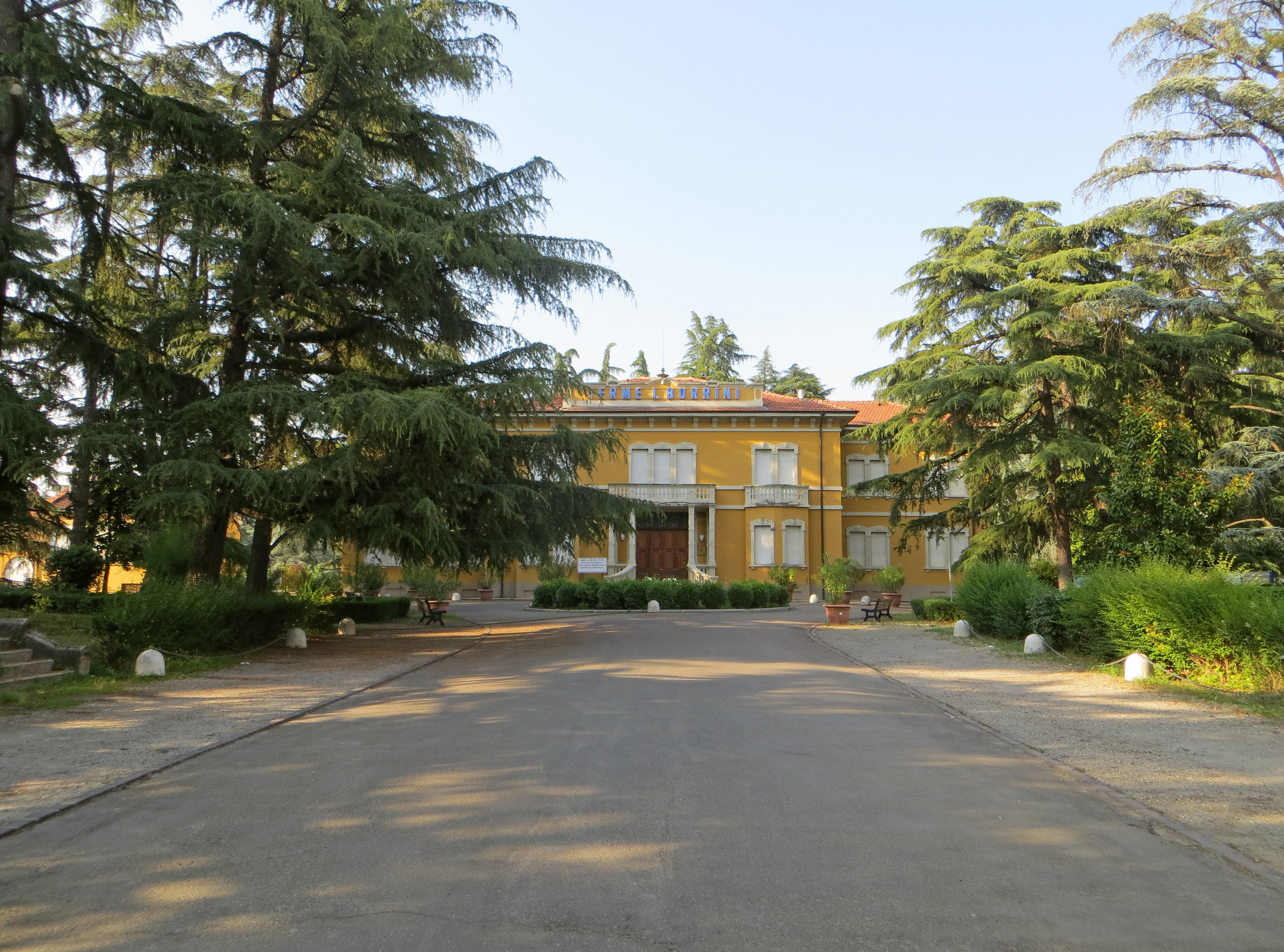
Terme Borrini a Monticelli Terme

Edificate in stile liberty tra il[1926 e il 1927 per volere di Italo Borrini, le Terme di Monticelli Terme furono negli anni seguenti circondate da un parco di 25 ettari ricco di piante, all'interno del quale furono costruiti, accanto alla villa di famiglia, alcuni alberghi e l'oratorio di San Giulio; dei 16 pozzi scavati, ne rimangono attivi 7, di cui utilizzati 2, dai quali scaturiscono altrettanti differenti tipi di acque: salsobromoiodiche e sulfuree.

## Società

### Evoluzione demografica
Abitanti censiti

### Etnie e minoranze straniere
Al 31 dicembre 2023 la popolazione straniera è di 1.280 persone, pari all'11,13% dei residenti.

## Geografia antropica

### Frazioni
Il comune policentrico di Montechiarugolo è composto da cinque frazioni, ognuna sede di consulta: Basilicagoiano, Basilicanova, Montechiarugolo, Monticelli Terme e Tortiano.
Si aggiungono a queste numerose altre località: Cantone di Pariano, Case Nuove, Castello, Convento, Fornace Vecchia, La Fratta, Lovetta, Malcantone, Masdone, Morzola, Monte, Monticelli Chiesa, Pecorile, Piazza, Piazzola, San Geminiano, Santa Felicola, Scornavacca, Torretta, Tre Fiumi, Tripoli.

## Infrastrutture e trasporti
Posta lungo la strada provinciale 45, fra il 1901 e il 1934 Montechiarugolo era servita da una stazione e una fermata poste sulla diramazione per Montecchio della tranvia Parma-Traversetolo, esercita a vapore, che percorreva la provinciale 18.
Il collegamento pubblico con Parma è da allora svolto mediante autoservizi gestiti da TEP.

## Amministrazione

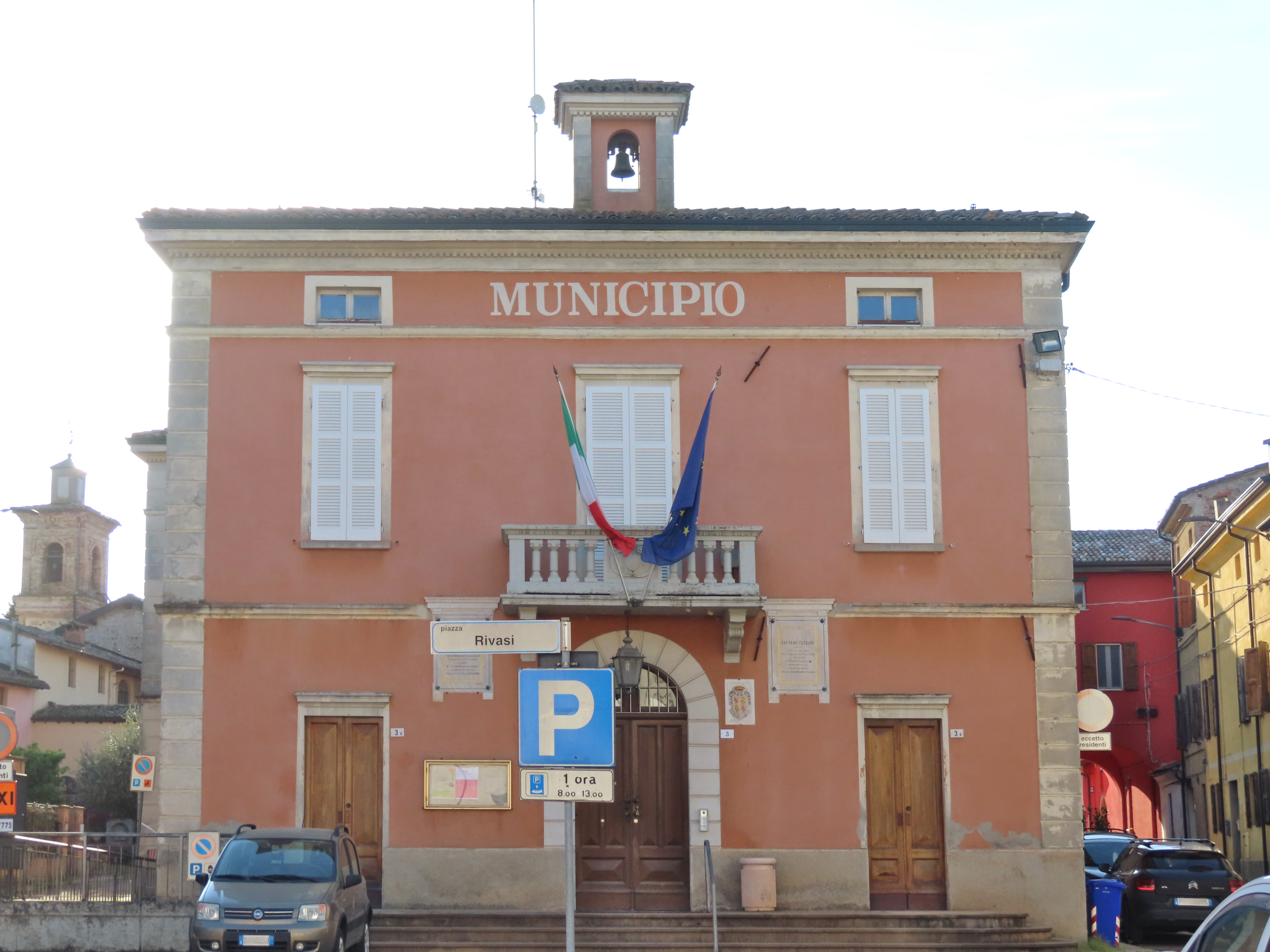
Palazzo comunale

Montechiarugolo ha vinto l'edizione 2013 del premio "Comuni Virtuosi".

### Sindaci eletti dal consiglio comunale (1945-1995)
| Periodo        | Periodo          | Primo cittadino    | Partito                       | Carica  | Note   |
| -------------- | ---------------- | ------------------ | ----------------------------- | ------- | ------ |
| 1923           | 1935             | Ugo Mutti          |                               | Sindaco |        |
| 19 aprile 1945 | 2 settembre 1945 | Demetrio Guareschi |                               | Sindaco |        |
| 1946           | 1951             | Giovanni Marmiroli |                               | Sindaco |        |
| 1951           | 1970             | Sergio Amoretti    |                               | Sindaco |        |
| 1970           | 1980             | Francesco Friggeri |                               | Sindaco |        |
| 1980           | 1993             | Giampietro Carboni |                               | Sindaco | [ 67 ] |
| 27 giugno 1993 | 1995             | Luigi Orlandini    | Partito Repubblicano Italiano | Sindaco | [ 67 ] |

### Sindaci eletti direttamente dai cittadini (1995-)
| Periodo        | Periodo        | Primo cittadino  | Partito                                                                         | Carica  | Note   |
| -------------- | -------------- | ---------------- | ------------------------------------------------------------------------------- | ------- | ------ |
| 1995           | 1999           | Ovidio Bussolati | centro-sinistra e civici                                                        | Sindaco | [ 67 ] |
| 1999           | 2009           | Fabrizio Bolzoni | lista civica di centro-sinistra "Montechiarugolo Futura"                        | Sindaco | [ 67 ] |
| 8 giugno 2009  | 25 maggio 2014 | Luigi Buriola    | lista civica di centro-sinistra                                                 | Sindaco | [ 67 ] |
| 26 maggio 2014 | 27 maggio 2019 | Luigi Buriola    | lista civica di centro-sinistra: "Insieme per Montechiarugolo", sostenuta da PD | Sindaco | [ 67 ] |
| 27 maggio 2019 | in carica      | Daniele Friggeri | lista civica: "Noi di Montechiarugolo"                                          | Sindaco | [ 67 ] |

### Gemellaggi
- Isola[senza fonte]
- Libourne